# Équipe de Montserrat de football
Maillots
L'équipe de Montserrat de football (en anglais : Montserrat national football team) est constituée par une sélection des meilleurs joueurs de Montserrat sous l'égide de la Fédération de Montserrat de football. Montserrat est un territoire d'outre-mer du Royaume-Uni. Le football est le second sport le plus populaire de l'île, après le cricket.
L'équipe nationale dispute la première rencontre de son histoire en 1950 face à Antigua-et-Barbuda, alors que la création de la fédération ne date que de 1994. Elle adhère à la FIFA et à la CONCACAF en 1996. Les « Emerald Boys », surnom de la sélection, en référence au surnom de l'île (The Emerald Isle of the Caribbean), n'a jamais réussi à se qualifier pour une compétition internationale.
Les Montserratiens disputent toutes leurs rencontres à domicile au Blakes Estate Stadium, stade d'une capacité de 1 000 places situé à Lookout. 201e rang du classement FIFA en décembre 1999, la sélection a terminé l'année 2014 au 169e rang mondial. L'anglais Lee Bowyer est le sélectionneur de Montserrat depuis 2023.

## Histoire
Le football sur l'île de Montserrat s'est formalisé pendant la période coloniale : Montserrat fait partie alors des Îles-sous-le-Vent britanniques, entre 1833 et 1960. Le cricket est le sport national, le football est le second sport national. Montserrat est alors affiliée à la Antigua and Barbuda Football Association, fondée en 1928. Il faudra attendre pourtant 1950 pour voir la sélection de Montserrat disputer son premier match, contre Antigua-et-Barbuda, le premier février 1950, dans le cadre du tournoi de Saint-Christophe-et-Niévès, qui se solde par une défaite de Montserrat sur le score de deux buts à zéro. Il s’agit du premier match officiel des deux équipes. Trois jours plus tard, Montserrat affronte toujours dans ce tournoi de Saint-Christophe-et-Niévès, se soldant encore une fois par une défaite sur le score de trois buts à un. En 1952, la sélection ne dispute qu'un seul match contre , qui se solde encore par une première victoire (3-2). Il faudra attendre 1991, pour revoir la sélection rejouer un match international.
Le jour de la finale de la Coupe du monde 2002, le réalisateur néerlandais Johan Kramer a organisé une rencontre entre les deux dernières équipes du Classement mondial de la FIFA. Montserrat a rencontré le Bhoutan au stade Changlimithang de Thimphou le 30 juin 2002 devant près de 20 000 spectateurs et Montserrat a perdu la rencontre par quatre buts à zéro. Ce match a fait l'objet d'un documentaire signé Kramer, L'Autre Finale. Cette défaite valut aux Emerald Boys, le statut peu enviable de "pire équipe du monde".
Pour l'anecdote, Kenny Dyer a atteint un record loin d'être égalé. Du haut de ses 43 printemps, il fut le joueur le plus âgé lors des qualifications pour l'édition 2010 avant de diriger la sélection caribéenne.
En 2018, avec l'arrivée aux commandes de la sélection de l'écossais Willie Donachie, les performances de Montserrat progressent radicalement. Ils remportent 3 des 4 matchs des éliminatoires de la Gold Cup 2019 mais manquent de justesse la qualification en raison d'une différence de buts moins favorable que les sept autres sélections avec 9 points.

## Parcours dans les compétitions internationales

### Parcours en Coupe du monde
L'équipe de Montserrat n'a jamais participé à la Coupe du monde de football. Elle est inscrite pour la première fois dans des éliminatoires, pour la Coupe du monde 2002, en Corée du Sud et au Japon. Son premier match dans les éliminatoires fut contre la République dominicaine, le 5 mars 2000, à San Cristóbal. Elle n'a affronté que quatre sélections, durant les éliminatoires (République dominicaine, les Bermudes, le Suriname et Belize), sans gagner le moindre match et a connu la pire défaite de son histoire contre les Bermudes, sur le score de treize buts à zéro, à Hamilton, le 29 février 2004.
Concernant les qualifications à la Coupe du monde 2014, Montserrat n'a pas réussi à franchir le premier tour, s'inclinant face au Belize (2-5 ; 1-3) par deux fois sur terrain neutre. Pour l'édition 2018, Montserrat affronte Curaçao, dans le cadre du premier tour. Après une défaite 2-1 à Willemstad, Montserrat concède le nul sur ses terres (2-2) et se retrouve donc éliminé de la course à la Coupe du monde. Malgré tout, cette seconde rencontre est la première où la sélection ne s'incline pas en éliminatoires d'une Coupe du monde.
| Année | Position     |      | Année        | Position |              | Année | Position |
| 1930  | Non inscrite | 1974 | Non inscrite | 2010     | Non qualifié |       |          |
| 1934  | Non inscrite | 1978 | Non inscrite | 2014     | Non qualifié |       |          |
| 1938  | Non inscrite | 1982 | Non inscrite | 2018     | Non qualifié |       |          |
| 1950  | Non inscrite | 1986 | Non inscrite | 2022     | Non qualifié |       |          |
| 1954  | Non inscrite | 1990 | Non inscrite | 2026     | Non qualifié |       |          |
| 1958  | Non inscrite | 1994 | Non inscrite | 2030     | À venir      |       |          |
| 1962  | Non inscrite | 1998 | Non inscrite | 2034     | À venir      |       |          |
| 1966  | Non inscrite | 2002 | Non qualifié |          |              |       |          |
| 1970  | Non inscrite | 2006 | Non qualifié |          |              |       |          |

### Parcours en Gold Cup
| Année | Position     |      | Année        | Position |              | Année | Position     |  | Année | Position |
| 1963  | Non inscrite | 1989 | Non inscrite | 2007     | Non inscrite | 2025  | Non qualifié |  |       |          |
| 1965  | Non inscrite | 1991 | Non inscrite | 2009     | Non inscrite |       |              |  |       |          |
| 1967  | Non inscrite | 1993 | Non inscrite | 2011     | Non qualifié |       |              |  |       |          |
| 1969  | Non inscrite | 1996 | Non qualifié | 2013     | Non qualifié |       |              |  |       |          |
| 1971  | Non inscrite | 1998 | Non inscrite | 2015     | Non qualifié |       |              |  |       |          |
| 1973  | Non inscrite | 2000 | Non qualifié | 2017     | Non inscrite |       |              |  |       |          |
| 1977  | Non inscrite | 2002 | Non qualifié | 2019     | Non qualifié |       |              |  |       |          |
| 1981  | Non inscrite | 2003 | Forfait      | 2021     | Non qualifié |       |              |  |       |          |
| 1985  | Forfait      | 2005 | Non qualifié | 2023     | Non qualifié |       |              |  |       |          |

### Parcours en Ligue des nations
| Édition   | Ligue | Phase de groupes | Phase de groupes | Phase de groupes | Phase de groupes | Phase de groupes | Phase de groupes | Phase de groupes | Phase finale | Phase finale | Phase finale | Phase finale | Phase finale | Phase finale | Phase finale | Phase finale |
| Édition   | Ligue | Class.           | M                | V                | N                | D                | BM               | BE               | Pays hôte    | Résultat     | M            | V            | N            | D            | BM           | BE           |
| --------- | ----- | ---------------- | ---------------- | ---------------- | ---------------- | ---------------- | ---------------- | ---------------- | ------------ | ------------ | ------------ | ------------ | ------------ | ------------ | ------------ | ------------ |
| 2019-2020 | B     | 2/4              | 6                | 2                | 2                | 2                | 4                | 5                | 2020         | Inéligible   | Inéligible   | Inéligible   | Inéligible   | Inéligible   | Inéligible   | Inéligible   |
| 2022-2023 | B     | 4/4              | 6                | 1                | 1                | 4                | 6                | 14               | 2023         | Inéligible   | Inéligible   | Inéligible   | Inéligible   | Inéligible   | Inéligible   | Inéligible   |
| 2023-2024 | B     | 3/4              | 6                | 3                | 0                | 3                | 13               | 14               | 2024         | Inéligible   | Inéligible   | Inéligible   | Inéligible   | Inéligible   | Inéligible   | Inéligible   |
| 2024-2025 | B     | 4/4              | 6                | 1                | 0                | 5                | 3                | 10               | 2025         | Inéligible   | Inéligible   | Inéligible   | Inéligible   | Inéligible   | Inéligible   | Inéligible   |
| 2026-2027 | C     | /3               | 0                | 0                | 0                | 0                | 0                | 0                | 2027         | Inéligible   | Inéligible   | Inéligible   | Inéligible   | Inéligible   | Inéligible   | Inéligible   |
| Total     | Total | Total            | 24               | 7                | 3                | 14               | 26               | 46               | Total        | Total        | 0            | 0            | 0            | 0            | 0            | 0            |

### Parcours en Coupe caribéenne des nations
La Coupe caribéenne des nations, créée en 1978, voit s'affronter les sélections nationales des Caraïbes. Elle prend sa forme actuelle en 1991 et sert de compétition qualificative pour la Gold Cup depuis 2007. La sélection de Montserrat participe à dix éditions, se faisant toujours éliminée lors du tour préliminaire. Cela ne lui permit pas de participer à la phase finale de la Gold Cup. Lors de l'édition 2012, la sélection de Montserrat connaît la plus large victoire de son histoire, le 9 septembre 2012 à Fort-de-France, contre les îles Vierges britanniques, se soldant par un score de sept buts à zéro.
| Édition | Résultat          |
| ------- | ----------------- |
| 1978    | Non inscrit       |
| 1979    | Non inscrit       |
| 1981    | Non inscrit       |
| 1983    | Non inscrit       |
| 1985    | Non inscrit       |
| 1988    | Non inscrit       |
| 1989    | Non inscrit       |
| 1990    | Non inscrit       |
| 1991    | Tour préliminaire |

| Édition | Résultat          |
| ------- | ----------------- |
| 1992    | Tour préliminaire |
| 1993    | Non inscrit       |
| 1994    | Tour préliminaire |
| 1995    | Tour préliminaire |
| 1996    | Non inscrit       |
| 1997    | Non inscrit       |
| 1998    | Non inscrit       |
| 1999    | Tour préliminaire |
| 2001    | Tour préliminaire |

| Édition | Résultat          |
| ------- | ----------------- |
| 2005    | Tour préliminaire |
| 2007    | Non inscrit       |
| 2008    | Non inscrit       |
| 2010    | Tour préliminaire |
| 2012    | Tour préliminaire |
| 2014    | Tour préliminaire |
| 2017    | Non inscrit       |

## Infrastructures
| \| Sturge Park Blakes Estate Stadium \| Localisation des villes ayant accueilli les matchs de l'équipe nationale. |
| Sturge Park Blakes Estate Stadium                                                                                 |

Du fait de la taille et de l'histoire de Montserrat, la sélection locale a disputé ses matchs que dans deux stades : le Sturge Park et le Blakes Estate Stadium.
Pour le premier, le Sturge Park (en), qui se situait à Plymouth, était un stade de cricket, utilisé par l'équipe de Montserrat de cricket (en) qui a aussi servi pour les matchs de football. Mais du fait de la grande éruption de 1997 de la Soufrière sur Plymouth, le stade est détruit comme la ville entière. La sélection de Montserrat n'a joué que deux matchs à domicile et dans ce stade, contre Anguilla (victoire des locaux sur le score de trois buts à deux) et contre Saint-Vincent-et-les-Grenadines, lors de la Coupe caribéenne des nations 1995 (défaite des locaux sur le score fleuve de onze buts à zéro).
À la suite de la catastrophe de 1997, le déplacement de la population de l'île entraîna un déplacement des lieux d'accueil des matchs. Alors que le Sturge Park pouvait être utilisé pour les matchs de football et de cricket, les instances sportives réorganisèrent les matchs en attribuant le Salem Oval (en) pour le cricket et le Blakes Estate Stadium pour le football.
Quant au second, situé à Lookout, près de l'aéroport John A. Osborne et d'une capacité de 1000 places, ce stade (créé en 2002 grâce aux fonds de la FIFA) ne sert qu'occasionnellement du fait que les matchs à domicile sont joués la plupart du temps sur terrain neutre. Pour les qualifications de la Coupe caribéenne des nations 2014, la CONCACAF a inspecté le stade afin d’accueillir les matchs de ce tournoi.
Les Bermudes sont les premiers adversaires à être venus jouer dans ce stade, le 21 mars 2004, lors des éliminatoires de la Coupe du monde de football de 2006, se soldant par une défaite des locaux sur le score sans appel de sept buts à zéro. Il aura fallu attendre les qualifications de la Coupe caribéenne des nations 2014 pour voir joué la sélection, il s'agit des sélections de Bonaire et des Îles Vierges américaines, en mai et en juin 2014. Une quatrième sélection va venir jouer le 31 mars 2015 dans ce stade, Curaçao, dans le cadre des éliminatoires de la Coupe du monde 2018.

## Statistiques

### Classement FIFA
Du fait de la faiblesse de l'équipe, le classement de Montserrat est depuis 1999 est très bas. Débutant à la 201e rang place en 1999, Montserrat a connu la dernière place du classement en 2002. Entre 2011 et 2012, Montserrat réalise une progression fulgurante, passant de la 206e rang place à la 174e rang place, soit trente-deux places gagnées en une année. Entre 1999 et 2014, Montserrat occupe en moyenne le 198e rang.
| Année                     | 1999 | 2000 | 2001 | 2002 | 2003 | 2004 | 2005 | 2006 | 2007 | 2008 | 2009 | 2010 | 2011 | 2012 | 2013 | 2014 | 2015 | 2016 | 2017 | 2018 |
| ------------------------- | ---- | ---- | ---- | ---- | ---- | ---- | ---- | ---- | ---- | ---- | ---- | ---- | ---- | ---- | ---- | ---- | ---- | ---- | ---- | ---- |
| Classement mondial        | 201  | 202  | 203  | 203  | 204  | 202  | 202  | 198  | 201  | 201  | 203  | 203  | 206  | 174  | 187  | 169  | 187  | 199  | 199  | 200  |
| Classement nord-américain | 34   | 35   | 35   | 35   |      | 34   | 35   | 35   |      |      |      | 35   |      |      | 30   | 26   | 29   |      |      |      |

| Légende du classement mondial : | de 1 à 25 | de 26 à 50 | de 51 à 209 |

| Légende du classement nord-américain: | de 1 à 12 | de 13 à 25 | de 26 à 35 |

### Nations rencontrées
La sélection de Montserrat a essentiellement rencontré des sélections de la CFU. Les matchs contre Saint-Martin, Bonaire et la Martinique, qui ne sont pas membres de la FIFA, ne sont pas comptabilisés par la FIFA, mais le sont par la CONCACAF et par la CFU.
Elle n'a rencontré qu'une seule sélection du continent, et plus particulièrement d'une sélection d'Amérique centrale, Belize, dans le cadre des éliminatoires de la Coupe du monde 2014, se soldant par deux défaites.
Elle n'a affronté qu'une seule sélection asiatique, en affrontant le Bhoutan à Thimphou (capitale du Bhoutan), dans le cadre du film The other final, se soldant par une défaite des visiteurs sur le score de quatre buts à zéro,. Ce match est comptabilisé comme un match FIFA.
| Adversaire                      | Joués | Victoires | Matchs nuls | Défaites | Buts pour | Buts contre |
| ------------------------------- | ----- | --------- | ----------- | -------- | --------- | ----------- |
| Anguilla                        | 4     | 2         | 1           | 1        | 6         | 7           |
| Antigua-et-Barbuda              | 4     | 0         | 0           | 4        | 4         | 20          |
| Barbade                         | 1     | 0         | 0           | 1        | 0         | 5           |
| Belize                          | 2,    | 0         | 0           | 2        | 3         | 8           |
| Bermudes                        | 2     | 0         | 0           | 2        | 0         | 20          |
| Bhoutan                         | 1     | 0         | 0           | 1        | 0         | 4           |
| Bonaire                         | 1     | 0         | 1           | 0        | 0         | 0           |
| Curaçao                         | 2     | 0         | 1           | 2        | 3         | 4           |
| Martinique                      | 1     | 0         | 0           | 1        | 0         | 5           |
| République dominicaine          | 2     | 0         | 0           | 2        | 1         | 6           |
| Saint-Christophe-et-Niévès      | 6     | 1         | 0           | 5        | 6         | 34          |
| Saint-Martin                    | 1     | 0         | 0           | 1        | 1         | 3           |
| Saint-Vincent-et-les-Grenadines | 3     | 0         | 0           | 3        | 0         | 27          |
| Sainte-Lucie                    | 1     | 0         | 0           | 1        | 0         | 3           |
| Suriname                        | 2     | 0         | 0           | 2        | 2         | 14          |
| Îles Vierges américaines        | 1     | 1         | 0           | 0        | 1         | 0           |
| Îles Vierges britanniques       | 3     | 1         | 0           | 2        | 8         | 6           |

La sélection de Montserrat n'a remporté que cinq matchs dans son histoire (Saint-Christophe-et-Niévès, Anguilla à deux reprises, les îles Vierges britanniques et les îles Vierges américaines).

## Sélectionneurs
- Paul Morris (2000–2002)
- William Lewis (2002–2004)[21],[22]
- Scott Cooper (2004)
- Ruel Fox (2004)
- Cecil Lake (2008)
- Kenny Dyer (2008–2013)
- Lenny Hewlett (2013–2015)
- Willie Donachie (2018–2023)
- Lee Bowyer (depuis 2023)